# Ventilago harmandiana
Ventilago harmandiana är en brakvedsväxtart som beskrevs av Jean Baptiste Louis Pierre. Ventilago harmandiana ingår i släktet Ventilago och familjen brakvedsväxter. Inga underarter finns listade i Catalogue of Life.